# Difacinon
A difacinon, más néven difenadion egy véralvadásgátló gyógyszer. A K-vitamin gátlásával hat. Rágcsálóirtásra is használják.
Toxicitása szájon át vándorpatkány esetén 2,3–43, házi egér esetén 140–340, macska esetén 0,3–15, kutya esetén 0,9–8 LD50.

## Fordítás
Ez a szócikk részben vagy egészben  a   Diphenadione című angol Wikipédia-szócikk fordításán alapul.  Az eredeti cikk szerkesztőit annak laptörténete sorolja fel. Ez a jelzés csupán a megfogalmazás eredetét és a szerzői jogokat jelzi, nem szolgál a cikkben szereplő információk forrásmegjelöléseként.